# Ceroprepes nigrolineatella
Ceroprepes nigrolineatella är en fjärilsart som beskrevs av Shibuya 1927.
Ceroprepes nigrolineatella ingår i släktet Ceroprepes och familjen mott. Inga underarter finns listade i Catalogue of Life.